# Saint-Germain-de-la-Coudre
 Saint-Germain-de-la-Coudre  es una población y comuna francesa, situada en la región de Baja Normandía, departamento de Orne, en el distrito de Mortagne-au-Perche y cantón de Le Theil.

## Demografía
| 836 | 809 | 717 | 714 | 752 | 783 |
| Para los censos de 1962 a 1999 la población legal corresponde a la población sin duplicidades (Fuente: INSEE [Consultar]) |     |     |     |     |     |